# Acacia difformis
Acacia difformis — вид квіткових рослин з родини бобових. Ареал: Австралія (Новий Південний Уельс, Вікторія).

## Середовище й екологія
Росте на піщаних ґрунтах, відкритих лісах і зазвичай зустрічається в спільнотах малі.

## Біоморфологічна характеристика
Це кущ або невелике дерево родини Fabaceae, яке походить із Нового Південного Уельсу та Вікторії та досягає висоти від 2 до 7 метрів.